# Chính sách thị thực của Nam Sudan

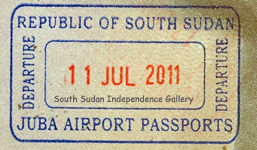
Dấu nhập cảnh Nam Sudan

Du khách đến Nam Sudan phải xin thị thực từ một trong những phái bộ ngoại giao Nam Sudan trừ khi họ có gốc Nam Sudan hoặc đến từ một trong những quốc gia được miễn thị thực.

## Bản đồ chính sách thị thực

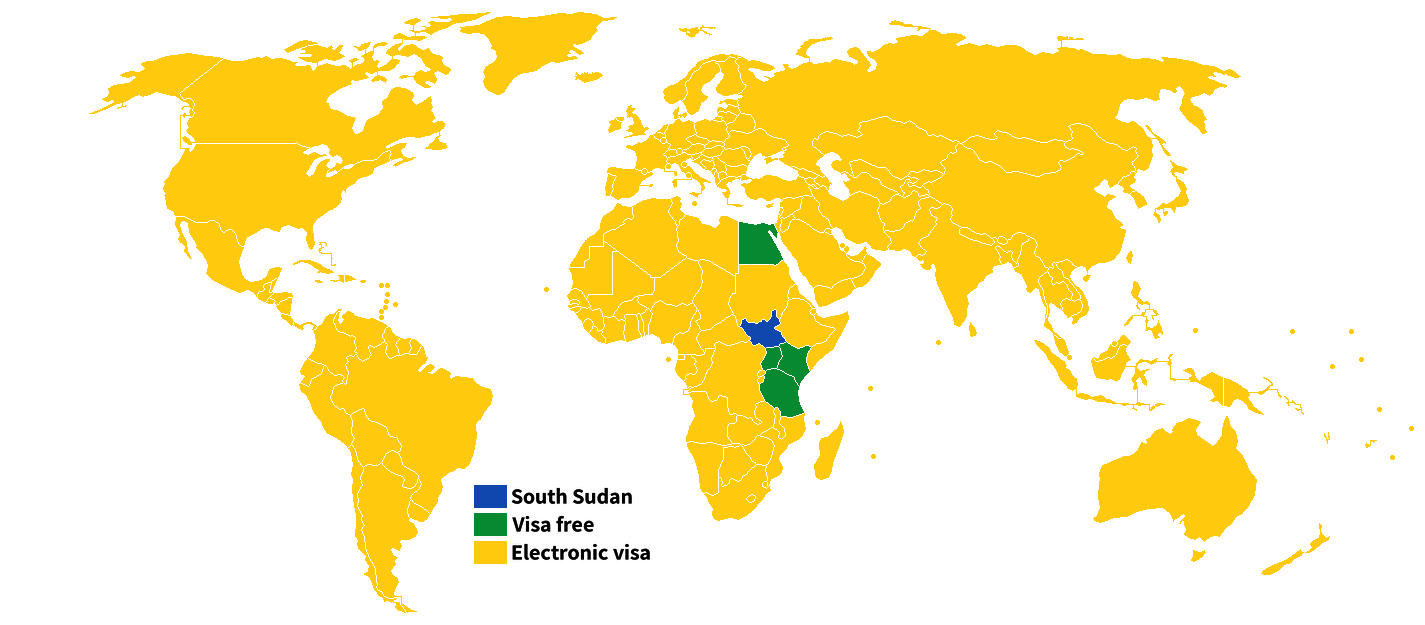
Chính sách thị thực Nam Sudan
Nam Sudan
Thị thực tại cửa khẩu

## Khái quát
Trước khi Nam Sudan độc lập, Ủy ban Cứu trợ và Khôi phục lại Nam Sudan quản lý de facto về việc nhập cảnh Nam Sudan.
Tuy nhiên Khartoum cũng de jure yêu cầu du khách xin thị thực Sudan.
Tính tới tháng 11 năm 2011, Nam Sudan được báo cáo đã cấp 100 thị thực mỗi ngày cho công dân Ethiopia. Trong tháng 12 năm 2011, người nước ngoài làm việc tjai Nam Sudan được yêu cầu phải đăng ký lại với Bộ ngoại giao và xin nhãn dán thị thực mới. Tháng 4 năm 2012, Nam Sudan thông báo họ bắt đầu áp dụng yêu cầu thị thực mới với công dân Sudan; tương tự, Sudan cũng mới bắt đầu coi công dân Nam Sudan như người nước ngoài với mục đích để kiểm tra thị thực. Ngoài ra, cũng vào tháng này, cũng có báo cáo rằng người nước ngoài làm việc tại đây phải trả phí thị thực 50 đô la Mỹ một tháng.

## Thị thực tại cửa khẩu
Công dân của các quốc gia sau có thể xin thị thực tại cửa khẩu với giá từ 50 đến 100 đô la Mỹ:
| - Botswana - Eritrea - Ethiopia - Kenya - Rwanda - Uganda |

Thị thực tại cửa khẩu cũng được cấp cho công dân có bảo sao thẻ căn cước được cấp bởi Liên Hợp Quốc với chứng nhận kiểm tra từ Bộ Ngoại giao tại Nam Sudan
Vào tháng 12 năm 2015 Tổng thống Nam Sudan thông báo công dân của các quốc gia Cộng đồng Đông Phi - Burundi, Kenya, Rwanda, Tanzania và Uganda - sẽ không cần thị thực để đến Sudan.
Người sở hữu hộ chiếu ngoại giao, công vụ và đặc biệt của bất cứ quốc gia nào đều được xin thị thực tại cửa khẩu.